# 勝野ふじ子
勝野 ふじ子（かつの ふじこ、本名：勝野フジノ、1915年 (大正4年) 3月5日 - 1944年 (昭和19年) 3月21日）は、日本の小説家。『九州文学』同人。鹿児島県立第二高等女学校卒業。

## 人物
鹿児島県薩摩郡入来村（現・薩摩川内市）生まれ。実父と実母の結婚が認められず、母方の祖父母の戸籍に入り彼らの娘として育てられる。入来尋常小学校卒業後、鹿児島県立川内高等女学校（現鹿児島県立川内高等学校）に進学。その1年後に鹿児島市の戸籍上の兄の元へ移り、鹿児島県立第二高等女学校（現鹿児島県立甲南高等学校）へ転校。第二高等女学校では、文学好きな友人に恵まれ充実した学校生活を過ごす。1932年（昭和7年）に第二高等女学校を卒業。卒業後に小説を書き始める。その頃から肺結核を発症し、以後長年患う。
1939年（昭和14年）に甥とともに長崎県へ移りともに暮らす。そこで出会った『九州文学』へ、作品（「蝶」）を送って入会を希望し同人となる。『九州文学』に掲載された「蝶」は第9回芥川龍之介賞参考候補となるなど一定の評価をされる。
その後、病床や慕っていた『九州文学』同人・田中稻城（とうじょう）の死を経験し、 1944年 (昭和19年) 3月21日に逝去。

## 受賞・候補歴
- 1935年（昭和10年）、「異父妹」で鹿児島朝日新聞新年懸賞小説選外佳作。
- 1937年（昭和12年）、「小春日」で鹿児島朝日新聞新年懸賞小説3等入選。
- 1939年（昭和14年）、「蝶」（『九州文学』昭和14年7月号）が第9回芥川龍之介賞参考候補。
- 1942年（昭和17年）、「うしろかげ」（『九州文学』昭和16年10月号）が第5回「文藝推薦」候補。

## 全集
- 『勝野ふじ子小説全集』（1993年　K&Yカンパニー）
  - 収録作品「蝶」「南國譚」「うしろかげ」「平田老人」「安とおさくの話」「老婆の記」「異父妹」「小春日」「薄暮」